# Krangkong
Krangkong is een bestuurslaag in het regentschap Bojonegoro van de provincie Oost-Java, Indonesië. Krangkong telt 2195 inwoners (volkstelling 2010).